# Betul (distrikt)
Betūl är ett distrikt i Indien.   Det ligger i delstaten Madhya Pradesh, i den centrala delen av landet, 800 km söder om huvudstaden New Delhi. Antalet invånare är 1 575 362. Arean är 10 043 kvadratkilometer. Betūl gränsar till Harda.
Terrängen i Betūl är kuperad.
Följande samhällen finns i Betūl:
- Betul
- Amla
- Multai
- Bhainsdehi
- Betūl Bāzār
- Shāhpur